# Ивица (приток Медведицы)
И́вица — река в Рамешковском районе Тверской области, левый приток реки Медведицы, бассейн Волги.
Длина — 51 км, площадь водосборного бассейна — 397 км².
Исток находится юго-восточнее деревни Обратково на высоте более 187 м над уровнем моря, впадает в Медведицу юго-восточнее деревни Ивица на высоте 125,9 м над уровнем моря.
Ширина в низовье 14 м, глубина до 0,5 м, дно твёрдое. Вскрывается в начале апреля, ледостав в начале декабря.
Основные притоки: руч. Вожайка (3,5 км), руч. Тушинка (8 км), река Чернявка (14 км), руч. Плесковец (9 км), река Дупля (10 км).
На реке (и вблизи неё) расположены населённые пункты Хорошово, Рождество, Ершиха, Диево, Зубцово, Алёшино, Курьяново, Устюги, Железово и Ивица.

## Данные водного реестра
В государственном водном реестре России относится к Верхневолжскому бассейновому округу, водохозяйственный участок реки — Волга от Иваньковского гидроузла до Угличского гидроузла (Угличское водохранилище), речной подбассейн реки — бассейны притоков (Верхней) Волги до Рыбинского водохранилища. Речной бассейн реки — (Верхняя) Волга до Куйбышевского водохранилища (без бассейна Оки).
Код объекта в государственном водном реестре — 08010100812110000003745.